# Umaima al-Baghdadi
Umayma al-Baghdadi, filha do ex-líder do ISIS, Abu Bakr al-Baghdadi, foi presa no Iraque sob suspeita de ligações com o ISIS. Também foi relatado que a filha de al-Baghdadi, Umayma, foi condenada à prisão perpétua. Ela está atualmente presa no Iraque.

## Biografia
Umaima al-Baghdadi, filha do ex-líder do ISIS Abu Bakr al-Baghdadi, revelou na sexta-feira detalhes e segredos sobre a vida de seu pai, que foi morto em uma operação especial dos EUA na zona rural de Idlib, na Síria.
Em entrevista à Al Arabiya, Umaima disse que antes de se mudar para a Síria, morava com a família na região de Tarmiya, no Iraque, e enfatizou que não sabe a posição do pai na organização.
Ela descreveu sua vida depois que seu pai declarou o "califado", dizendo: "Naquela época, al-Baghdadi tinha três esposas, e nossas vidas eram tão monitoradas que nossos vizinhos não sabiam nossas identidades, e não tínhamos permissão para sair para o jardim por medo dos aviões voando sobre nós."
Ele disse que seu pai raramente saía de casa e nunca usou um cinto suicida.

## Mudança para a Síria
A filha de Al-Baghdadi disse que ele se mudou para Raqqa, na Síria, e depois para Al-Mayadin. Na época, Al-Baghdadi tinha quatro esposas e morava com elas em Al-Mayadin.
Ela falou sobre suas observações dos cativos que viveram com eles por algum tempo na casa de seu pai, enfatizando que suas condições eram precárias e que eles choravam constantemente.

## Vida personal
Umaima al-Baghdadi era filha do líder do ISIS, Abu Bakr al-Baghdadi, e esposa do terrorista Nuradin Rustamov, que foi detido na Geórgia sob acusações de terrorismo.

## Ligações
1. ↑  «В Ираке действительно была задержана дочь лидера ИГ Абу Бакра аль-Багдади». викиновости. 10 de abril de 2024. Consultado em 21 de abril de 2024
2. ↑  «مقابلة مع أميمة البغدادي، ابنة زعيم داعش أبو بكر البغدادي. مقابلة حصرية مع أميمة». alarabiya.net. 26 de abril de 2024. Consultado em 22 de abril de 2024